# Der Film
Der Film (do alemão, O Filme) é o segundo álbum de estúdio da banda Jennifer Rostock,Conseguiu obter o 13º lugar
nas paradas musicais da Alemanha, 18º na Áustria e 68º na Suíça.
Todas as músicas do álbum foram baseadas em temas de filmes como viagens ("Paris"), faroeste("oh Cowboy"), zumbis ("Der Gärtner"), a vida ("Leben auf Zeit"), combates ("Wieder geht's von vorne los" e "Heul Doch!") e problemas de relacionamento ("Irgendwo Anders"). Sendo a ordem das músicas também como na ordem de um filme, a primeira faixa ("Vorspann") e a última faixa("Abspann") representão os créditos iniciais e finais respectivamente.
O Álbum conta oficialmente com dois singles: "Du willst mir and die Wäsche" e "Irgendwo Anders". Ambos possuem vídeos onde os membros da banda estão vestidos como personagens de um filme , que conseguem fugir para o mundo real no final de "Du willst mir an die Wäsche" e é mostrado seu destino 6 meses depois em "Irgendwo Anders".

## Faixas
| N.º            | Título                                   | Compositor(es)                         | Duração |  |
| 1.             | "Vorspann"                               | Jennifer Weist, Johannes Walter Müller | 2:00    |  |
| 2.             | "Wieder geht's von vorne los"            | Jennifer Weist, Johannes Walter Müller | 2:41    |  |
| 3.             | "Leben auf Zeit"                         | Jennifer Weist, Johannes Walter Müller | 3:09    |  |
| 4.             | "Mach mich nicht verliebt"               | Jennifer Weist, Johannes Walter Müller | 3:04    |  |
| 5.             | "Wo willst du hin ?"                     | Jennifer Weist, Johannes Walter Müller | 3:59    |  |
| 6.             | "Du willst mir an die Wäsche"            | Jennifer Weist, Johannes Walter Müller | 3:30    |  |
| 7.             | "Schmutzig! Schmutzig!"                  | Jennifer Weist, Johannes Walter Müller | 2:14    |  |
| 8.             | "Jung und schön"                         | Jennifer Weist, Johannes Walter Müller | 2:46    |  |
| 9.             | "Nenn mich nicht Jenny"                  | Jennifer Weist, Johannes Walter Müller | 3:55    |  |
| 10.            | "Der Gärtner"                            | Jennifer Weist, Johannes Walter Müller | 3:17    |  |
| 11.            | "Paris"                                  | Jennifer Weist, Johannes Walter Müller | 3:09    |  |
| 12.            | "Oh Cowboy"                              | Jennifer Weist, Johannes Walter Müller | 2:05    |  |
| 13.            | "Heul Doch!" (Mein Rock ist mein Messer) | Jennifer Weist, Johannes Walter Müller | 4:28    |  |
| 14.            | "Irgendwo Anders"                        | Jennifer Weist, Johannes Walter Müller | 3:42    |  |
| 15.            | "Abspann"                                | Jennifer Weist, Johannes Walter Müller | 1:53    |  |
| 16.            | "Du willst mir an die Wäsche" (vídeo)    |                                        | 3:30    |  |
| Duração total: | Duração total:                           | Duração total:                         | 45:52   |  |